# Le Lion (roman)
Pour les articles homonymes, voir Lion (homonymie).
Le Lion est un roman de Joseph Kessel paru chez Gallimard en 1958. L'histoire relate l'amitié entre une fillette nommée Patricia et un lion appelé King, recueilli alors qu'il était lionceau et rendu depuis à la vie sauvage. Le narrateur (sans identité) est le témoin privilégié de cette insolite relation qui le fascine autant qu'elle l'intrigue, et à travers laquelle couvent un conflit familial et un drame qu'il devine inéluctable.

## Résumé
L'histoire se déroule dans un parc royal dans la région du Kilimandjaro. Elle est racontée par un narrateur anonyme, en visite dans la réserve. À son arrivée, il se sent happé par la nature environnante et l'envie de découvrir la faune sauvage. Il fait la connaissance de Patricia, la fille de l'administrateur du parc, John Bullit. Patricia a 10 ans. Sa mère, Sybil, apprend au narrateur que Patricia est l'amie d'un lion, nommé King, qu'elle a recueilli lionceau et a soigné. Devenu adulte, King a été rendu à la vie sauvage et, chaque jour, Patricia le retrouve à un lieu de rendez-vous. Sybil, femme aux nerfs fragiles au bord de la rupture, ne supporte plus cette situation et tremble quotidiennement pour sa fille, livrée à la vie sauvage. Témoin de ce drame familial, le narrateur est présenté à King et devient le témoin privilégié du lien singulier qui unit Patricia et le fauve.
Une tribu maasaï s'installe dans la réserve. Un morane (jeune homme en langue maa[réf. nécessaire]) nommé Oriounga est aussi témoin de la relation entre l'enfant et King. Oriounga veut épouser Patricia malgré son jeune âge, mais il n'a pas encore accompli le rite ancestral du passage à l'âge adulte qui prescrit aux moranes de tuer un lion (bien que cela soit depuis formellement interdit dans la réserve).
Bravant l'interdiction, Oriounga, armé d'une sagaie, combat King. Patricia prend le parti du lion qui met à terre le jeune Maasaï et le blesse mortellement. Dans le même temps, le père de Patricia arrive sur le lieu du drame et tue King, car son devoir est de protéger les hommes contre les animaux sauvages. Bouleversée par la mort de King autant que par ce qu'elle considère être la trahison de son père, Patricia décide sur-le-champ de quitter la réserve en compagnie du narrateur et d'entrer dans un pensionnat à Nairobi.

## Personnages principaux
- Le narrateur : un visiteur du parc, témoin du drame qui se noue.
- Patricia : la fille de l'administrateur du parc et de Sybil.
- John Bullit : l'administrateur du parc royal.
- Sybil Bullit : la mère de Patricia et épouse de John.
- King : le lion que Patricia a élevé et soigné dès le plus jeune âge.
- Oriounga : un guerrier Maasaï, qui veut tuer King et épouser Patricia.
- Kihoro : un guerrier mutilé qui, à la demande de John Bullit, veille sur la sécurité de Patricia, à son insu, lorsqu'elle erre dans la brousse.
- Bogo : le serviteur du narrateur, très dévoué à son maître.
- Ol'Kalou : le chef des Maasaï

## Adaptations

### Cinéma
- 1962 : Le Lion, film américain réalisé par Jack Cardiff, avec William Holden, Capucine, Trevor Howard et Pamela Franklin

### Télévision
- 2003 : Le Lion, téléfilm français réalisé par José Pinheiro, avec Alain Delon, Anouchka Delon et Ornella Muti